# Hôtel de Condé

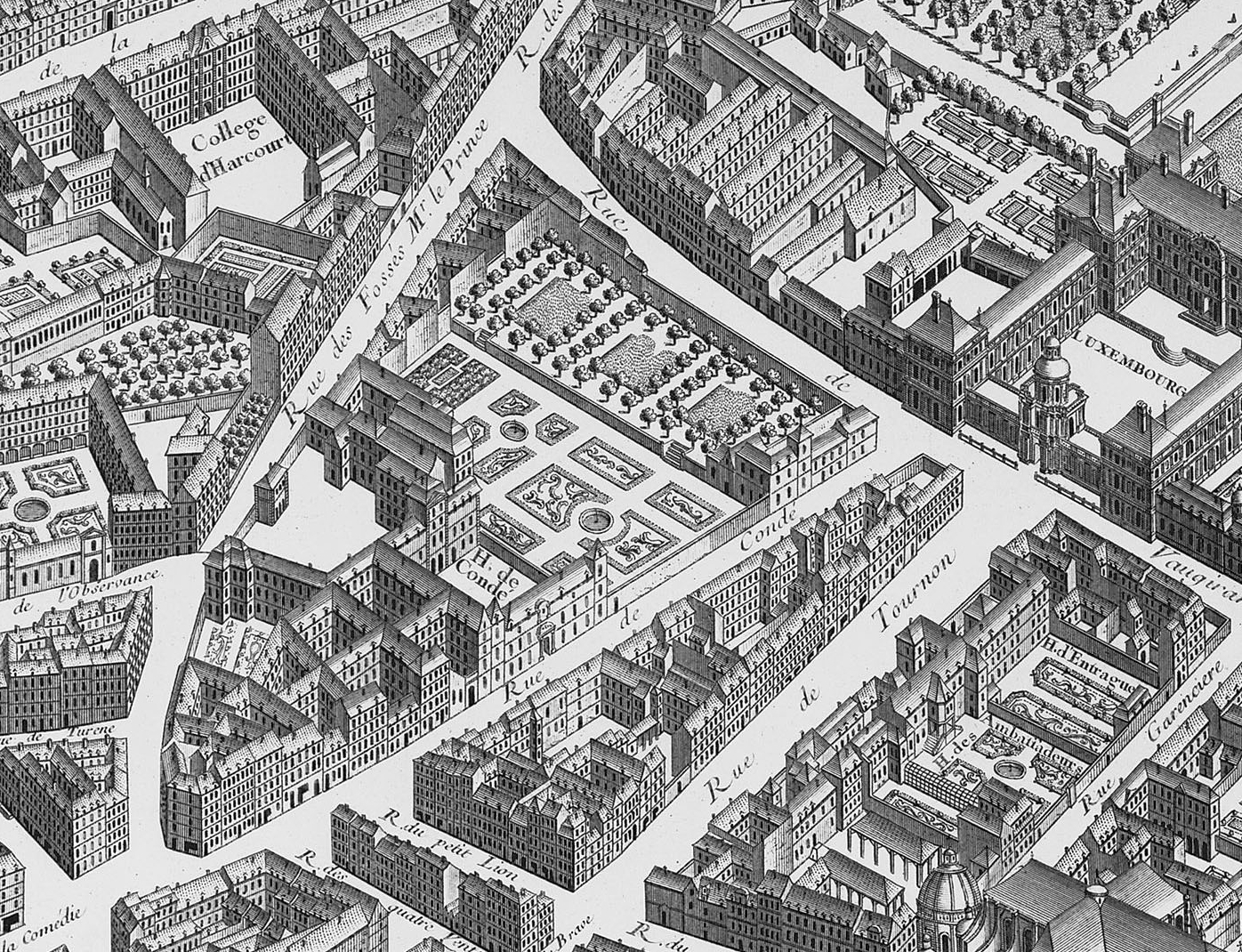
The Hôtel de Condé (c. 1736), come dipinto sulla mappa di Turgot di Parigi

L'Hôtel de Condé fu la principale sede parigina dei principi di Condé, un ramo cadetto del casato di Borbone, dal 1612 al 1764/1770. 
L'hôtel diede il suo nome all'attuale rue de Condé, sul piazzale frontale. Il teatro dell'Odéon fu costruito negli ex giardini dell'hôtel particulier nel 1779-1782.